# L'Isle-d'Espagnac
L'Isle-d'Espagnac is een gemeente in het Franse departement Charente (regio Nouvelle-Aquitaine). De plaats maakt deel uit van het arrondissement Angoulême. De gemeente telde 5.691 inwoners op 1 januari 2022.
De gemeente ligt ten noordoosten van Angoulême en vormt een stedelijk gebied met deze stad.

## Geschiedenis
De plaats ontstond in de 12e eeuw en hing af van de bisschoppen van Angoulême. Zij gaven opdracht voor de bouw van de kerk Saint-Michel en van een kasteel. Later werd L'Isle-d'Espagnac een heerlijkheid. Op de beek La Fondenoire die door het dorpscentrum stroomt, werden een drietal watermolens gebouwd. Van de 17e eeuw tot de Tweede Wereldoorlog kende de gemeente een belangrijke steengroeve. Verder waren L'Isle-d'Espagnac en de gehuchten Gros Pierre, Chaumontet, Les Mérigots en Chez Prévost landbouwdorpen.
Na de Tweede Wereldoorlog volgde de verstedelijking van de gemeente met de bouw van nieuwbouwwijken en de aanleg van een industrieterrein.

## Geografie
De oppervlakte van L'Isle-d'Espagnac bedroeg op 1 januari 2022 5,95 vierkante kilometer; de bevolkingsdichtheid was toen 956,5 inwoners per km².
De gemeente bestaat voornamelijk uit stedelijk gebied met vooral laagbouw. In het noorden van de gemeente ligt een groot industriegebied (Zone Industrielle n° 3).
Door de gemeente stroomt de beek Fondenoire / Fontaine Noire.
De onderstaande kaart toont de ligging van L'Isle-d'Espagnac met de belangrijkste infrastructuur en aangrenzende gemeenten.

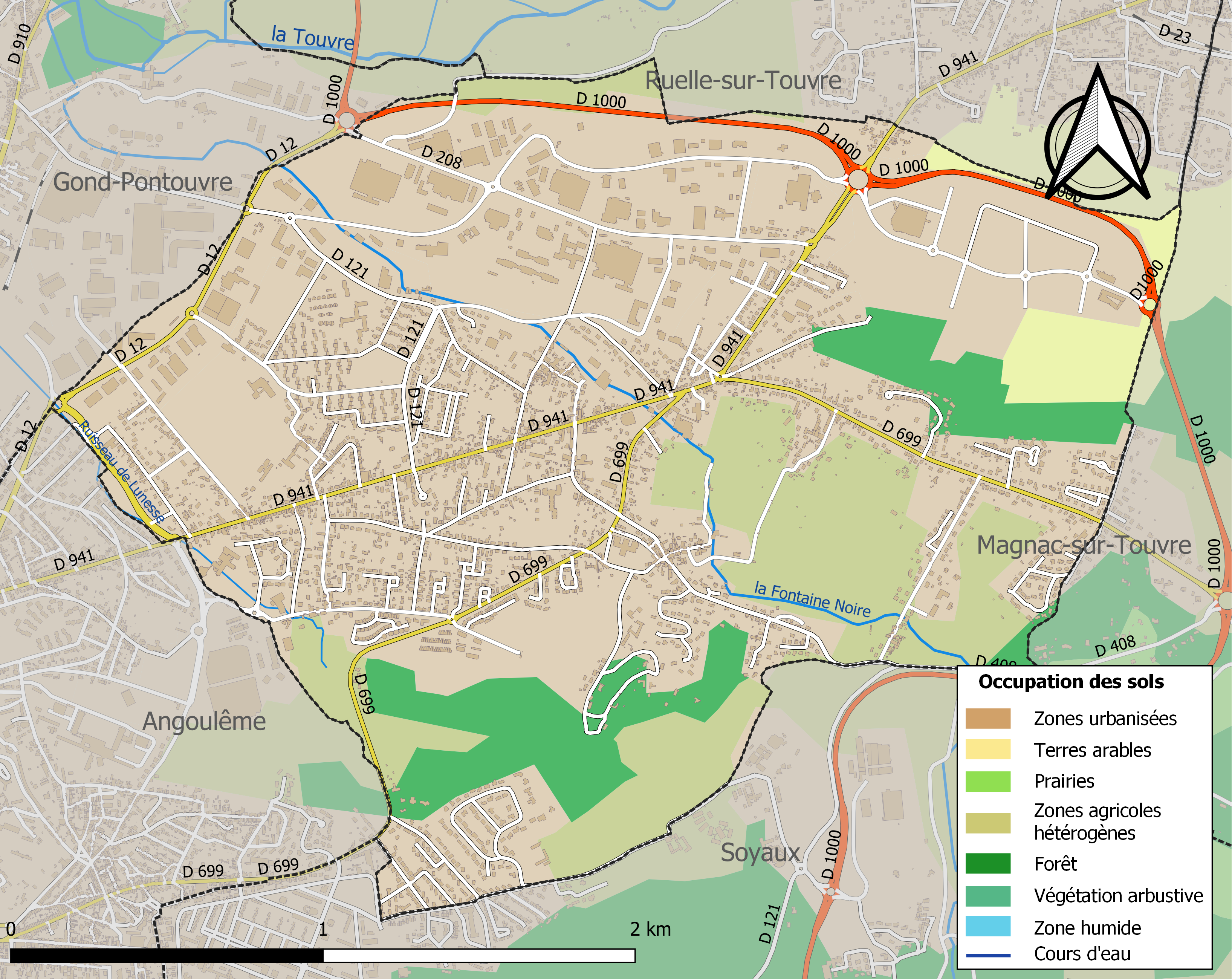

## Demografie
In 1818 telde de gemeente 445 inwoners.
Onderstaande figuur toont het verloop van het inwonertal (bron: INSEE-tellingen).

## Bezienswaardigheden
- Kerk Saint-Michel

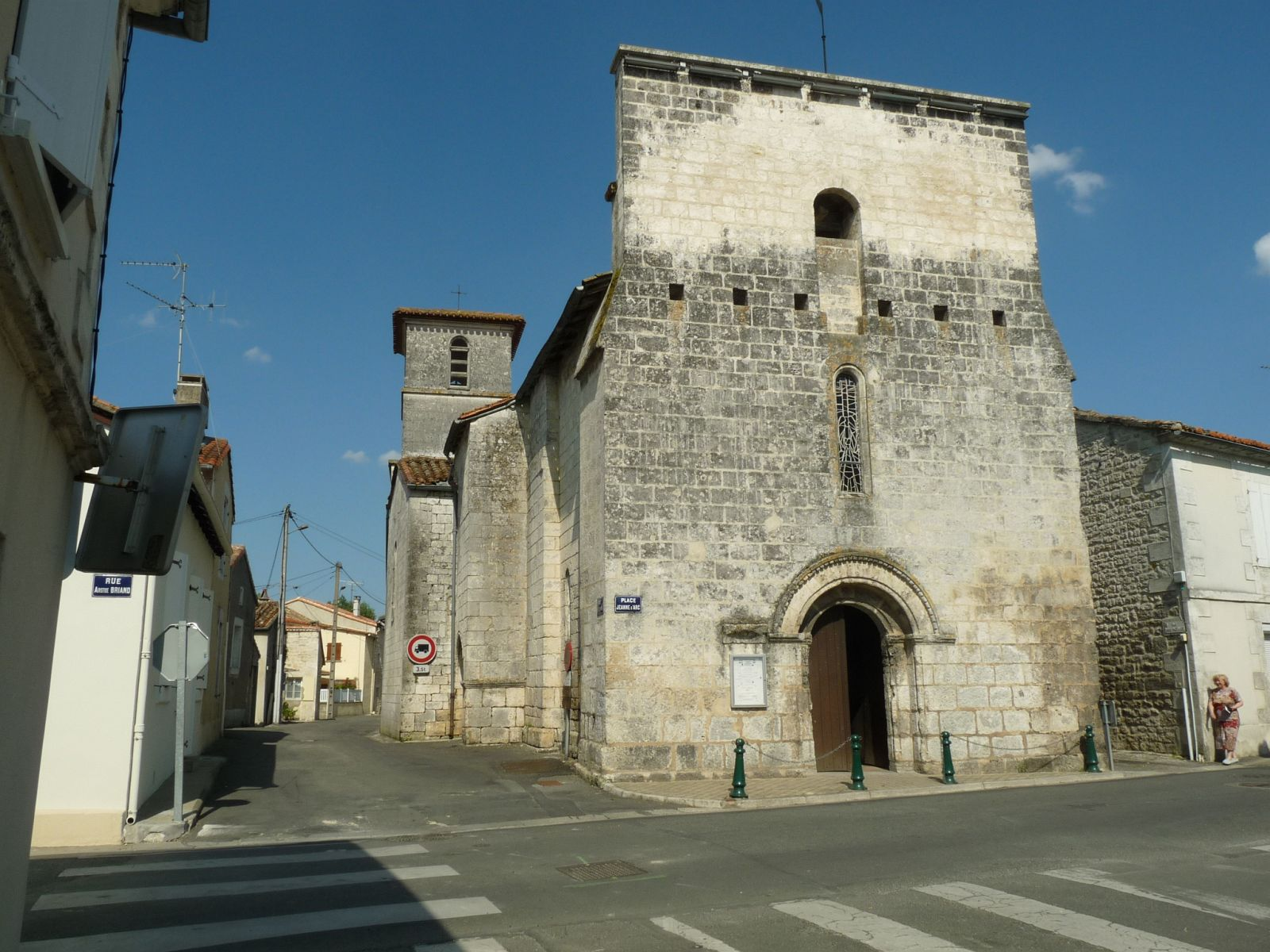
Kerk Saint-Michel

- Logis de Pindray, 17e-eeuws kasteeltje gebouwd op de plaats van het verdwenen middeleeuws kasteel
- Logis du Bois Menu, renaissancekasteel
- Logis des Mérigots
- Logis de Chaumontet
- Wasplaatsen (lavoirs) van Chaumontet en Font Chauvin